# ماریا، اسپانیا
ماریا (به اسپانیایی: María) دهستانی در استان آلمریای اسپانیا است.
در این دهستان ۱۵۶۵ نفر زندگی می‌کنند. مساحت این دهستان ۲۲۵ کیلومتر مربع است.